# Lyndhurst (Wirginia)
Lyndhurst – jednostka osadnicza w Stanach Zjednoczonych, w stanie Wirginia, w hrabstwie Augusta.